# Luis Payares
Luis Payares (Barranquilla, Colombia; 14 de enero de 1990) es un futbolista colombiano. Juega como defensa central y su equipo actual es el Real Cundinamarca de la Categoría Primera B de Colombia. Tiene un hijo de 13 años llamado José Miguel payares 

## Trayectoria

### Deportes Tolima
En el año 2018 llega al equipo pijao del Fútbol Profesional colombiano donde el 4 de marzo anota su primer gol en el Deportes Tolima frente al Deportivo Pasto dándole el empate a los pijaos.
En diciembre de 2018, el presidente del club, Gabriel Camargo, confirma que el defensor no continua con el club pijao tras no llegar a un acuerdo.

### Millonarios
El 22 de diciembre de 2018 es confirmado como nuevo jugador de Millonarios FC para la temporada 2019. Debuta como titular el 27 de enero en la victoria por la mínima en casa de Envigado FC. El 15 de septiembre marca su primer gol con el club embajador dándole la victoria 2 a 1  ante Deportivo Pasto.
A mediados del 2023, ficha por Unión Comercio con el objetivo de salvar la categoría, objetivo que cumplió en la última fecha. Jugó un total de 15 partidos.

### Real Cundinamarca
A mediados del año 2024 ficha por el Real Cundinamarca tras su regreso a Patriotas Boyacá como agente libre, con el objetivo de alcanzar la clasificación y ascenso a la Categoría Primera A   del futbol profesional colombiano.

## Estadísticas
Actualizado al último partido disputado el 23 de noviembre de 2024.
| Club                            | Div.                | Temporada           | Liga  | Liga  | Copa Nacional | Copa Nacional | Copa Internacional | Copa Internacional | Total | Total |
| Club                            | Div.                | Temporada           | Part. | Goles | Part.         | Goles         | Part.              | Goles              | Part. | Goles |
| ------------------------------- | ------------------- | ------------------- | ----- | ----- | ------------- | ------------- | ------------------ | ------------------ | ----- | ----- |
| Deportivo Cali · Colombia       | 1.ª                 | 2009                | 1     | 0     | 0             | 0             | -                  | -                  | 1     | 0     |
| Deportivo Cali · Colombia       | 1.ª                 | 2011                | 13    | 0     | 4             | 0             | -                  | -                  | 17    | 0     |
| Deportivo Cali · Colombia       | 1.ª                 | 2012                | 7     | 1     | 7             | 0             | -                  | -                  | 14    | 1     |
| Deportivo Cali · Colombia       | Total               | Total               | 21    | 1     | 11            | 0             | 0                  | 0                  | 32    | 1     |
| Cúcuta Deportivo · Colombia     | 1.ª                 | 2013                | 30    | 3     | 4             | 1             | -                  | -                  | 34    | 4     |
| Cúcuta Deportivo · Colombia     | Total               | Total               | 30    | 3     | 4             | 1             | 0                  | 0                  | 34    | 4     |
| Deportivo Cali · Colombia       | 1.ª                 | 2014                | 12    | 0     | 9             | 0             | 5                  | 0                  | 26    | 0     |
| Deportivo Cali · Colombia       | Total               | Total               | 12    | 0     | 9             | 0             | 5                  | 0                  | 26    | 0     |
| Atlético Bucaramanga · Colombia | 2.ª                 | 2015                | 30    | 2     | 3             | 0             | -                  | -                  | 33    | 2     |
| Atlético Bucaramanga · Colombia | 1.ª                 | 2016                | 33    | 2     | 1             | 0             | -                  | -                  | 34    | 2     |
| Atlético Bucaramanga · Colombia | Total               | Total               | 63    | 4     | 4             | 0             | 0                  | 0                  | 67    | 4     |
| Deportivo Pasto · Colombia      | 1.ª                 | 2017                | 33    | 0     | 3             | 0             | -                  | -                  | 36    | 0     |
| Deportivo Pasto · Colombia      | Total               | Total               | 33    | 0     | 3             | 0             | 0                  | 0                  | 36    | 0     |
| Deportes Tolima · Colombia      | 1.ª                 | 2018                | 34    | 2     | 0             | 0             | -                  | -                  | 34    | 2     |
| Deportes Tolima · Colombia      | Total               | Total               | 34    | 2     | 0             | 0             | 0                  | 0                  | 34    | 2     |
| Millonarios · Colombia          | 1.ª                 | 2019                | 29    | 1     | 0             | 0             | -                  | -                  | 29    | 1     |
| Millonarios · Colombia          | Total               | Total               | 29    | 1     | 0             | 0             | 0                  | 0                  | 29    | 1     |
| Once Caldas · Colombia          | 1.ª                 | 2020                | 13    | 0     | 0             | 0             | -                  | -                  | 13    | 0     |
| Once Caldas · Colombia          | Total               | Total               | 13    | 0     | 0             | 0             | 0                  | 0                  | 13    | 0     |
| Águilas Doradas · Colombia      | 1.ª                 | 2021                | 7     | 0     | 0             | 0             | -                  | -                  | 7     | 0     |
| Águilas Doradas · Colombia      | Total               | Total               | 7     | 0     | 0             | 0             | 0                  | 0                  | 7     | 0     |
| Deportivo Pasto · Colombia      | 1.ª                 | 2022                | 6     | 0     | 0             | 0             | 0                  | 0                  | 6     | 0     |
| Deportivo Pasto · Colombia      | Total club          | Total club          | 6     | 0     | 0             | 0             | 0                  | 0                  | 6     | 0     |
| Boyacá Patriotas · Colombia     | 1.ª                 | 2022                | 19    | 0     | 0             | 0             | -                  | -                  | 19    | 0     |
| Boyacá Patriotas · Colombia     | 1.ª                 | 2023                | 14    | 1     | 0             | 0             | -                  | -                  | 14    | 1     |
| Boyacá Patriotas · Colombia     | 1.ª                 | 2024                | 11    | 0     | 0             | 0             | -                  | -                  | 11    | 0     |
| Boyacá Patriotas · Colombia     | Total               | Total               | 44    | 1     | 0             | 0             | 0                  | 0                  | 44    | 1     |
| Unión Comercio · Perú           | 1.ª                 | 2023                | 15    | 0     | 0             | 0             | -                  | -                  | 15    | 0     |
| Unión Comercio · Perú           | Total               | Total               | 15    | 0     | 0             | 0             | 0                  | 0                  | 15    | 0     |
| Real Cundinamarca · Colombia    | 2.ª                 | 2024                | 21    | 0     | 0             | 0             | -                  | -                  | 21    | 0     |
| Real Cundinamarca · Colombia    | Total               | Total               | 21    | 0     | 0             | 0             | 0                  | 0                  | 21    | 0     |
| Total en su carrera             | Total en su carrera | Total en su carrera | 328   | 12    | 31            | 1             | 5                  | 0                  | 364   | 13    |

## Palmarés

### Títulos nacionales
| Título                | Equipo               | País     | Temporada |
| --------------------- | -------------------- | -------- | --------- |
| Superliga de Colombia | Deportivo Cali       | Colombia | 2014      |
| Categoría Primera B   | Atlético Bucaramanga | Colombia | 2015      |
| Categoría Primera A   | Deportes Tolima      | Colombia | 2018-I    |